# Clypeosphaeria phillyreae
Clypeosphaeria phillyreae är en svampart som beskrevs av Sousa da Câmara 1946. Clypeosphaeria phillyreae ingår i släktet Clypeosphaeria och familjen Clypeosphaeriaceae.   Inga underarter finns listade i Catalogue of Life.